# Acanthoprimnoa pectinata
Acanthoprimnoa pectinata is een zachte koraalsoort uit de familie Primnoidae. De koraalsoort komt uit het geslacht Acanthoprimnoa. Acanthoprimnoa pectinata werd in 2004 voor het eerst wetenschappelijk beschreven door Cairns & Bayer. 